# Rhede (Ems)
Rhede (Ems) – gmina samodzielna (niem. Einheitsgemeinde) w Niemczech, w kraju związkowym Dolna Saksonia, w powiecie Emsland.

## Geografia
Gmina Rhede (Ems) położona jest nad rzeką Ems, bezpośrednio przy granicy z Holandią.

## Dzielnice
| 1. Borsum 2. Brual 3. Neurhede 4. Rhede |